# Никола Божинов
Никола Иванов Божинов е български книжар, печатар и издател, деец на Вътрешната македонска революционна организация.

## Биография
Никола Божинов е роден в 1901 година в град София, България, в семейството на дебранина печатар Иван Божинов. Заедно с брат си Спас наследяват издателския и книжарския бизнес на баща си. Същевременно участва в дейността Македонския младежки съюз и на ВМРО.
Стоян Бояджиев определя Божинов като „находчив, предприемчив и изобретателен“ борец срещу сръбската пропаганда във Вардарска Македония. Той отпечатва историята на българския народ на миниатюрна книга с размери 3 на 5 см., поставя я в средата на тоалетен сапун „Калодерма“ и я разпраща в различни краища на Вардарска Македония. Поръчва на чуждестранна фирма да се изработят 1000 броя плочи с популярно танго, изработени така, че като се постави грамофонната игла презредно, се чуват „Изгрей зора на свободата“ и „Шуми Марица“. С опаковката на чуждестранната фирма „Полидор“ плочите се разпространяват в Македония.
По време на Втората световна война Божинов пътува в Егейска Македония заедно с Иван Дуйчев и му съдейства при събирането на статистически и научни данни за местното българско население.
Занимава се с фотография и е един от основателите на Българския фото клуб.
Умира в 1979 година в София.